# Trebia
El Trebia o Trebbia (coloquialmente il Trebbia, con acento en Trèbbia; en latín, Trebia) es un río de la Italia septentrional, con una longitud de 115-118 km. Es uno de los cuatro principales afluentes del Po por la derecha; los otros tres son el Tanaro, el Secchia y el Panaro. Atraviesa las provincias de Génova (región de Liguria) y de Plasencia (región de Emiliaña), firmando también por un tramo muy breve el límite con la provincia de Pavía en el municipio de Brallo di Pregola entre el Monte Lesima y el municipio de Corte Brugnatella.
Los 1150 km² de su cuenca hidrográfica están repartidos entre Emilia-Romaña (770 km²), Liguria (349 km²) y Lombardía (31 km²). Sus principales afluentes son los torrentes Aveto y Perino (por la derecha) y el torrente Boreca (por la izquierda). Forma el valle de Trebbia.

## Historia

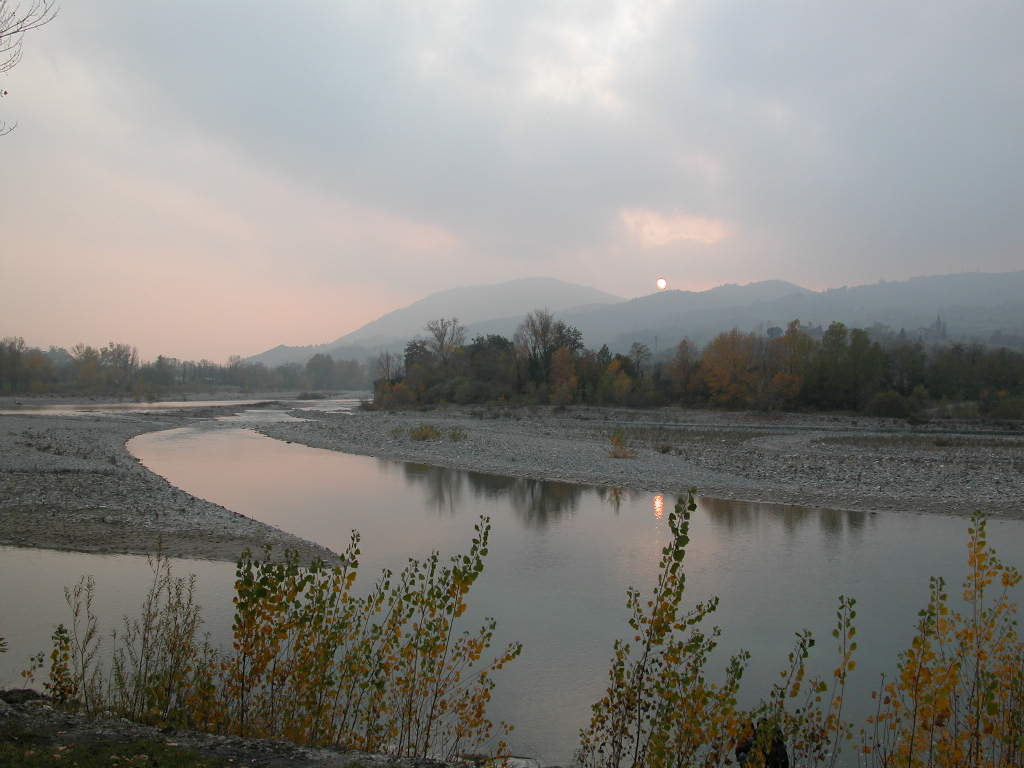
El río Trebbia en Rivergaro, 2007

Fue el escenario de dos batallas: la llamada batalla del Trebia (218 a. C.), primera importante de la segunda guerra púnica, entre Aníbal Barca y los dos cónsules de Roma Tiberio Sempronio Longo y Publio Cornelio Escipión padre, y de otra homónima en 1799 desarrollada en el ámbito de la Guerra de la Segunda Coalición antifrancesa entre las tropas austro-rusas del general Aleksandr Suvórov y las franco-itálicas del general Etienne Jacques Joseph MacDonald, tan multitudinaria y cruenta que duró tres días.